# 638
Cette page concerne l'année 638  du calendrier julien. Pour l'année 638 av. J.-C., voir 638 av. J.-C.
L'année 638 est une année commune qui commence un jeudi.

## Événements
- Février : conquête de Jérusalem par Omar, disciple de Mahomet[1].
  - Création d’un lieu de prière musulman sur le mont du Temple (Aelia)[1].
  - Ouverture de la ville de Jérusalem aux Juifs par un accord conclu avec le calife Omar[2]. Les Juifs demandent à Omar de laisser s’établir deux cents familles de Tibériade où subsiste une communauté. Devant les protestations du patriarche chrétien Sophrone, Omar n’autorise l’installation que de soixante-dix familles. Elles s’établissent dans la partie sud-ouest du quartier du Temple et peuvent construire une synagogue et une académie[3].
- 21 mars[4] : à Pagan (actuelle Bagan) le prêtre usurpateur Popa Sawrahan crée la « petite ère birmane », en usage en Birmanie jusqu'en 1889[5].
- 9 juin : début du VIe concile de Tolède. Il confirme les décrets politiques pris lors du précédent concile en 636.
- 4 juillet : couronnement d'Héraclonas, fils d'Héraclius, empereur byzantin associé[6].
- 21 août : prise d’Antioche par les musulmans[7].
- Septembre-octobre : publication de l’Ekthesis (exposé) d’Héraclius, affiché aux portes de Sainte-Sophie, sur la volonté unique du Christ (monothélisme)[8]. Héraclius tente ainsi de résoudre la crise religieuse. Mais bientôt, les provinces monophysites d’Orient sont perdues. Le pape et l’Afrique rejettent l’Ekthesis.

## Décès en 638
- 19 février : Dagobert Ier, France (ou en 639).
- 11 mars : Sophrone de Jérusalem.
- 5 octobre : Serge Ier de Constantinople.
- 12 octobre : Honorius Ier, pape.